# El Rasillo de Cameros
El Rasillo de Cameros ist ein Bergort und eine zur bevölkerungsarmen Region der Serranía Celtibérica gehörende Gemeinde (municipio) mit nur noch 153 Einwohnern (Stand: 2024) in der Autonomen Gemeinschaft La Rioja im Norden Spaniens. 

## Lage und Klima
El Rasillo de Cameros liegt gut 38 km (Fahrtstrecke) südsüdwestlich der Provinzhauptstadt Logroño in einer Höhe von ca. 700 m. Soria, die Hauptstadt der südlich an die Rioja angrenzenden altkastilischen Provinz, befindet sich ca. 50 km südsüdöstlich. Im Gemeindegebiet liegt die Talsperre Embalse González-Lacasa. Das Klima ist gemäßigt bis warm; Regen (ca. 935 mm/Jahr) fällt hauptsächlich im Winterhalbjahr.

## Bevölkerungsentwicklung
| Jahr      | 1970 | 1981 | 1991 | 2001 | 2011 | 2021 |
| Einwohner | 98   | 112  | 125  | 103  | 150  | 136  |

Infolge der Mechanisierung der Landwirtschaft, der Aufgabe bäuerlicher Kleinbetriebe und des daraus resultierenden geringeren Arbeitskräftebedarfs ist die Einwohnerzahl des Bergorts seit der Mitte des 19. Jahrhunderts deutlich zurückgegangen.

## Wirtschaft
Die Gemeinde war jahrhundertelang zum Zweck der Selbstversorgung landwirtschaftlich orientiert, wobei die Viehwirtschaft (Milch, Käse, Fleisch) im Vordergrund stand. Heute werden vor allem im Sommerhalbjahr Ferienwohnungen (casas rurales) vermietet.

## Sehenswürdigkeiten

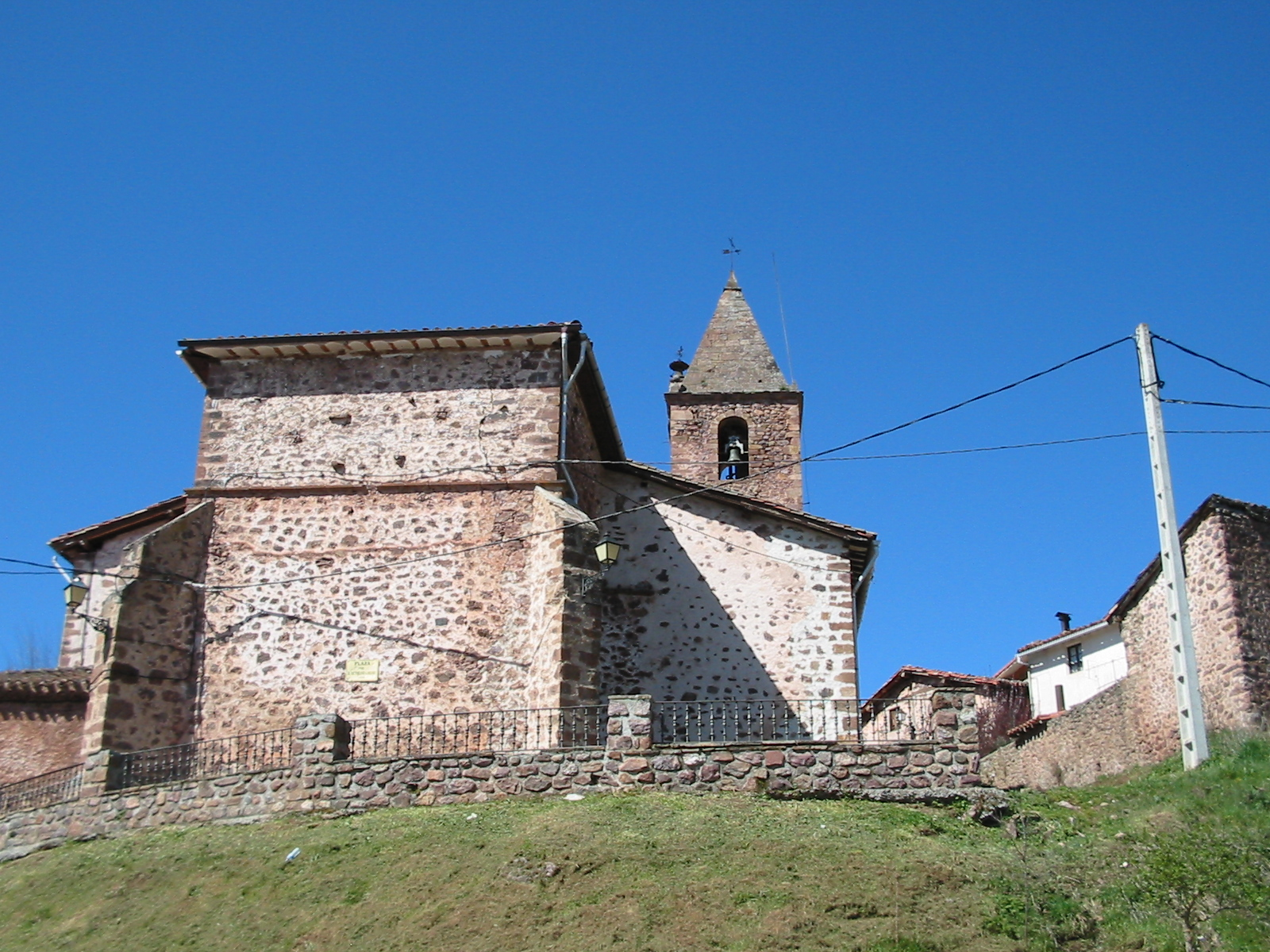
Marienkirche
- Maméskapelle

- Marienkirche